# シドニー・サイム
シドニー・サイム（Sidney Herbert Sime、 S. H. Simeとも 1865年 – 1941年5月22日）はイギリスのイラストレーターである。ケルト神話や北欧神話を下敷きにしたファンタジーを創作した作家、ロード・ダンセイニの著作の挿絵を描いたことで知られている。

## 略歴
マンチェスターの貧しい家に生まれた。炭鉱で坑夫などとして5年間働いた後、繊維商人や理容師、作詞家などをした。リヴァプールの美術学校で絵を学び始め、学校の展覧会でいくつかの賞を受賞した
。
26歳でロンドンに出て、「 Pick-Me-Up」や「The Idler」、「the Pall Mall Gazette」といった雑誌に、幻想的な挿絵を描いて有名になっていった。叔父の遺産がもたらされたとき、その資金で「The Idler」を買い取り、編集を行ったがうまくゆかず、2年後には売却した。
1904年にアイルランド出身の詩人、ロード・ダンセイニの最初の著作『ペガーナの神々』に挿絵を描く依頼を受け、この作品はその年出版された。その後もダンセイニとの協力は続き、後年、初期の作品に対するサイムの挿画は高く評価されている。ダンセイニも逆にサイムの挿画から、構想を得て物語を書くというスタイル制作された短編集、「The Book of Wonder」(1912年)も出版された。
1905年に戯曲を書いたがあまり評判にならなかった。舞台デザインや衣装デザインもした。怪奇小説などを書いたウィリアム・H・ホジスンの「The Ghost Pirates」の表紙絵やアーサー・マッケンの 「The House of Souls」の表紙絵も描いた。
1941年の没後、未亡人の所有していた作品は、後にサリー州のWorplesdonのSime Memorial Galleryに収蔵展示されている。

## 作品

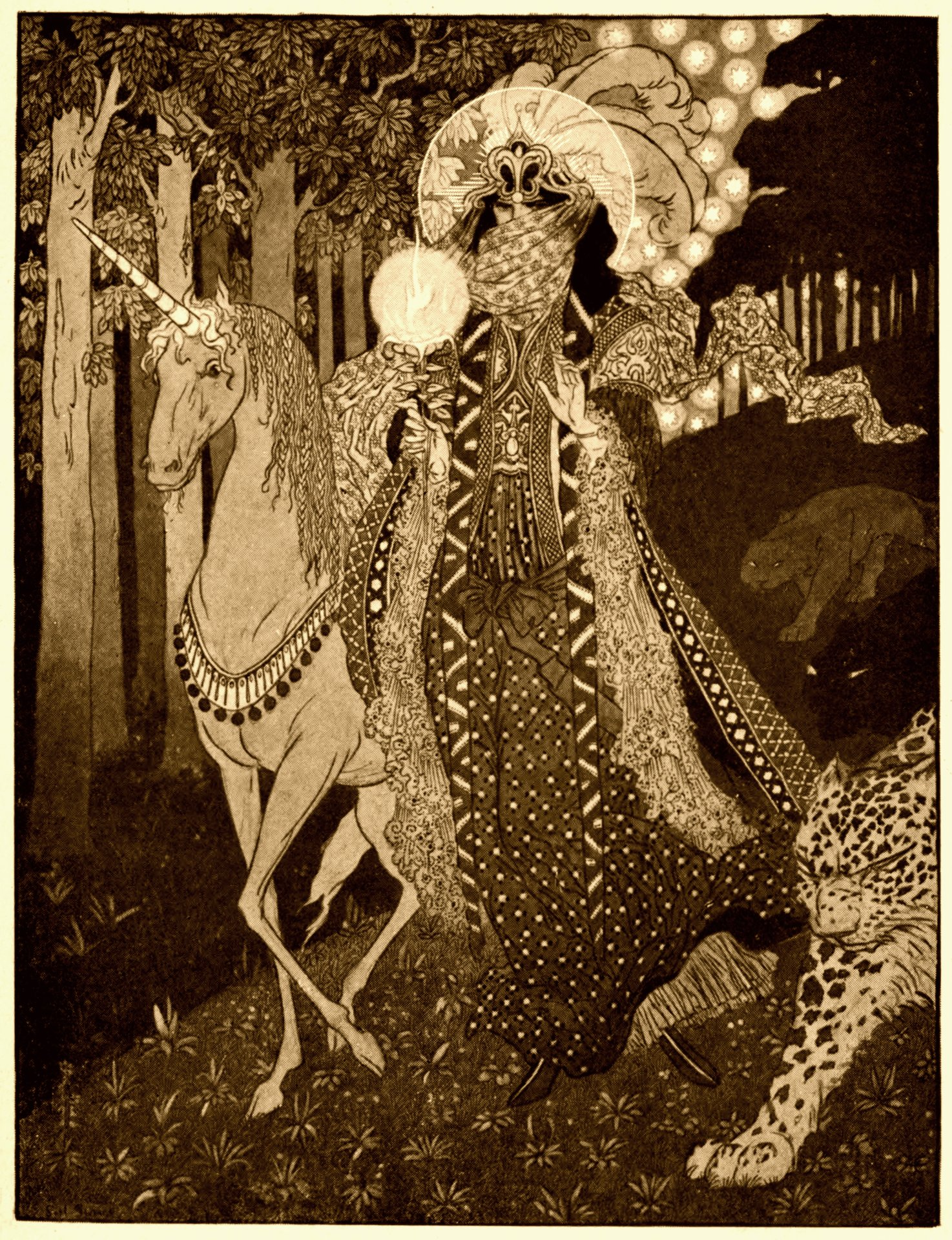
ダンセイニの"A Dreamer's Tale"の挿絵
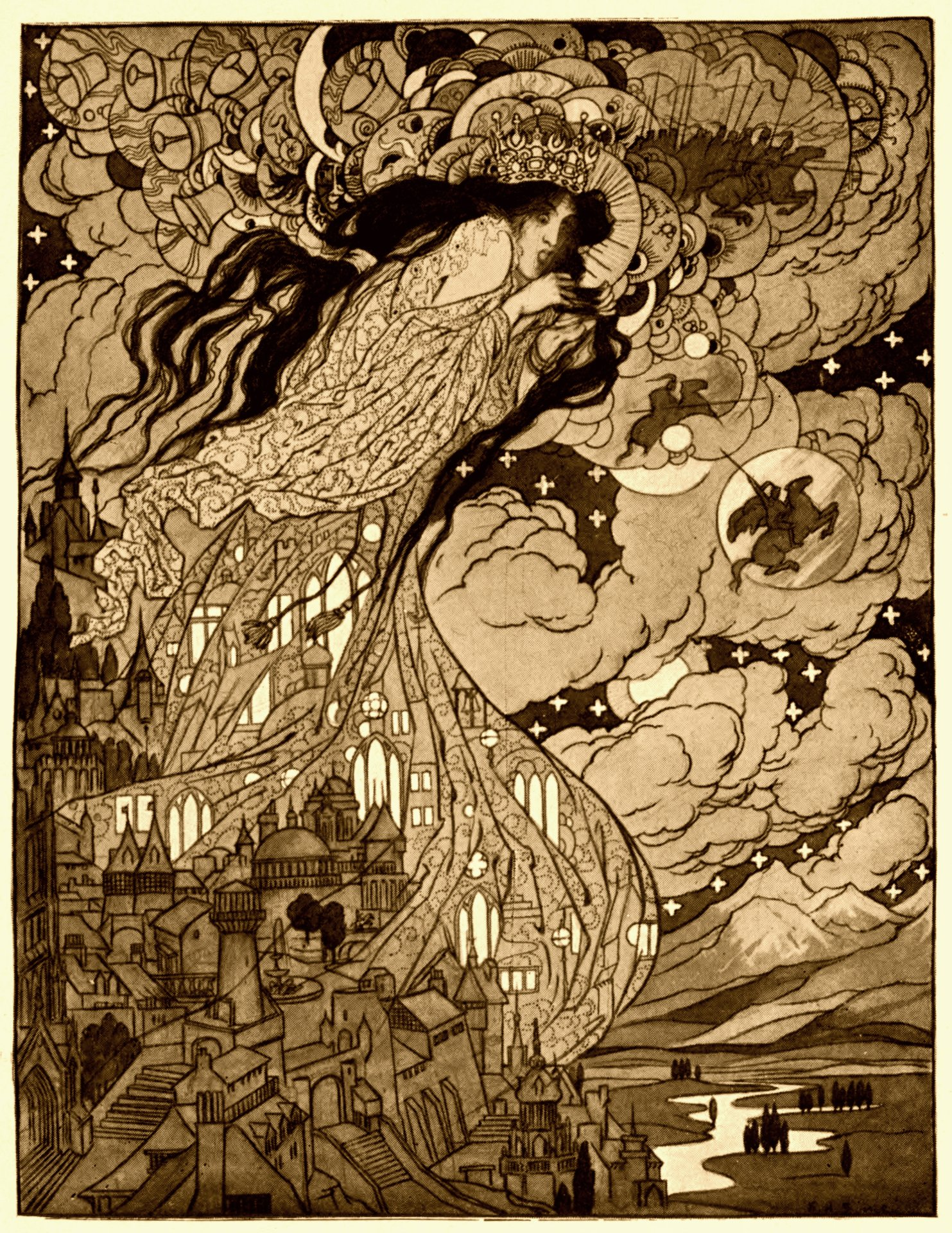
"A Dreamer's Tale"の挿絵
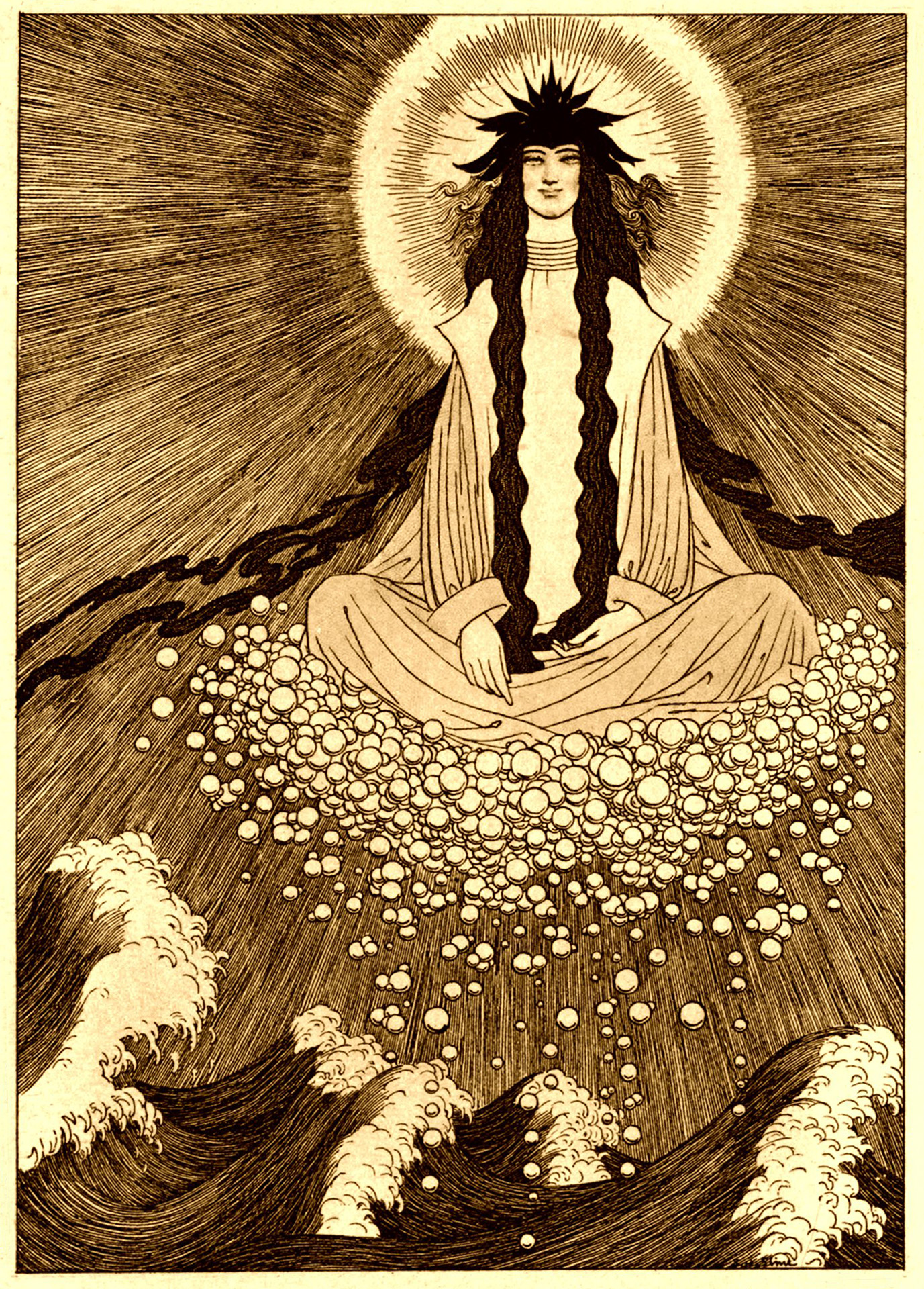
『ペガーナの神々』の挿絵
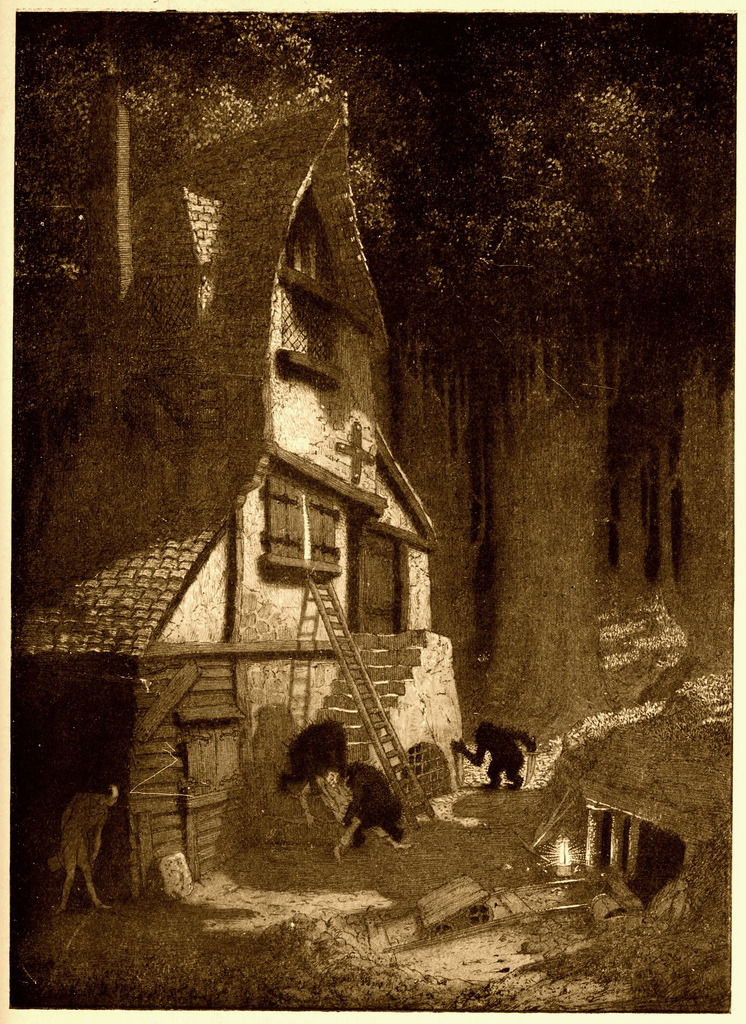
"The Lean, High House Of The Gnoles"の挿絵